# Siphocodon
Siphocodon, biljni rod iz porodice zvončikovki. Pripadaju mu dvije vrste polugrmova ili grmova, endema iz južnoafričke provincije Western Cape.

## Vrste
1. Siphocodon debilis Schltr
2. Siphocodon spartioides Turcz.